# Národní památník Hamilton Grange
Národní památník Hamilton Grange, také známý jako Grange nebo Hamilton Grange Mansion, je přemístěné panské sídlo Alexandra Hamiltona , jednoho z Otců zakladatelů. Sídlo stojí na pozemku National Park Service v St. Nicholas Parku na Manhattanu. Je to jeho třetí adresa od doby vzniku stavby.

## Původ
Dvoupatrový dům postavený ve federálním stylu na horním Manhattanu byl dokončen v roce 1802, jen dva roky před Hamiltonovou smrtí způsobenou následky zranění z jeho souboje s Aaronem Burrem 11. července 1804. Panství bylo pojmenováno „Grange“ po hospodářství Hamiltonova dědečka ve Skotsku. Grange byl jediný domov, který kdy Hamilton vlastnil, a několikrát týdně tam dojížděl dostavníkem ze své advokátní kanceláře. Dům zůstal ve vlastnictví rodiny dalších 30 let po jeho smrti.  

## První přemístění
V roce 1889 přešlo sídlo do vlastnictví farnosti St. Luke's Episcopal Church v Greenwich Village . V té době se ulice na Manhattanu přestavovaly (projekt Manhattan street grid - Síť ulic na Manhattanu) a farnost musela dům přemístit o půl bloku na východ a asi o dva bloky na jih v souladu se zmíněným projektem.
Grange byl v prosinci 1960 vyhlášen národní kulturní památkou . Soukromý fond National Park Foundation koupil dům i s pozemkem a převedl ho na National Park Service. Kongres ustanovill Grange národní památníkem 27. dubna 1962. Zároveň požadoval, aby byl dům přemístěn na jině místo a obnoven do podoby z let 1802–1804, kdy Hamilton v domě žil. 
Do Národního registru historických míst byl památník zapsán 15. října 1966.

## Druhé přemístění
V únoru 2008 začaly práce na přesunu domu, ten byl dokončen o čtyři měsíce později 7. června 2008. Dům byl přemístěn o jeden blok na jih na ulici Convent Avenue a o jeden blok na východ na 141. ulici do nové lokality v St. Nicholas Parku. Sídlo bylo zrestaurováno a v zahradě kolem domu bylo kromě jiných rostlin vysázeno i třináct stromů ambroní západních (sweet gum Liquidambar styraciflua) jako v původní Hamiltonově zahradě . Stromy představují třináct prvních amerických statů. 
Grange byl znovu otevřen pro širokou veřejnost 17. září 2011. 

## Galerie

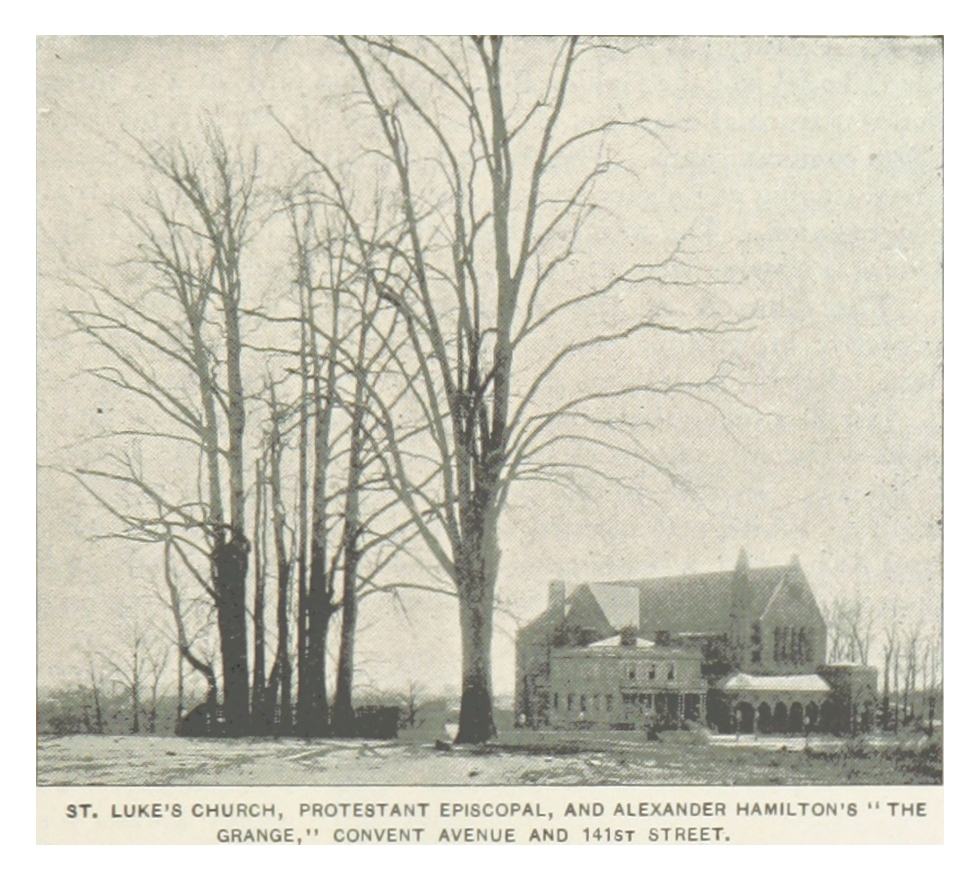
Hamilton Grange a kostel St.Luke’s v roce 1893.
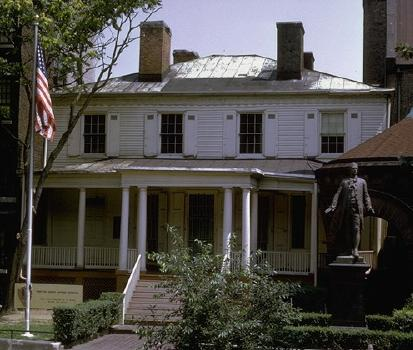
Předchozí (druhé) umístění domu na Convent Avenue.
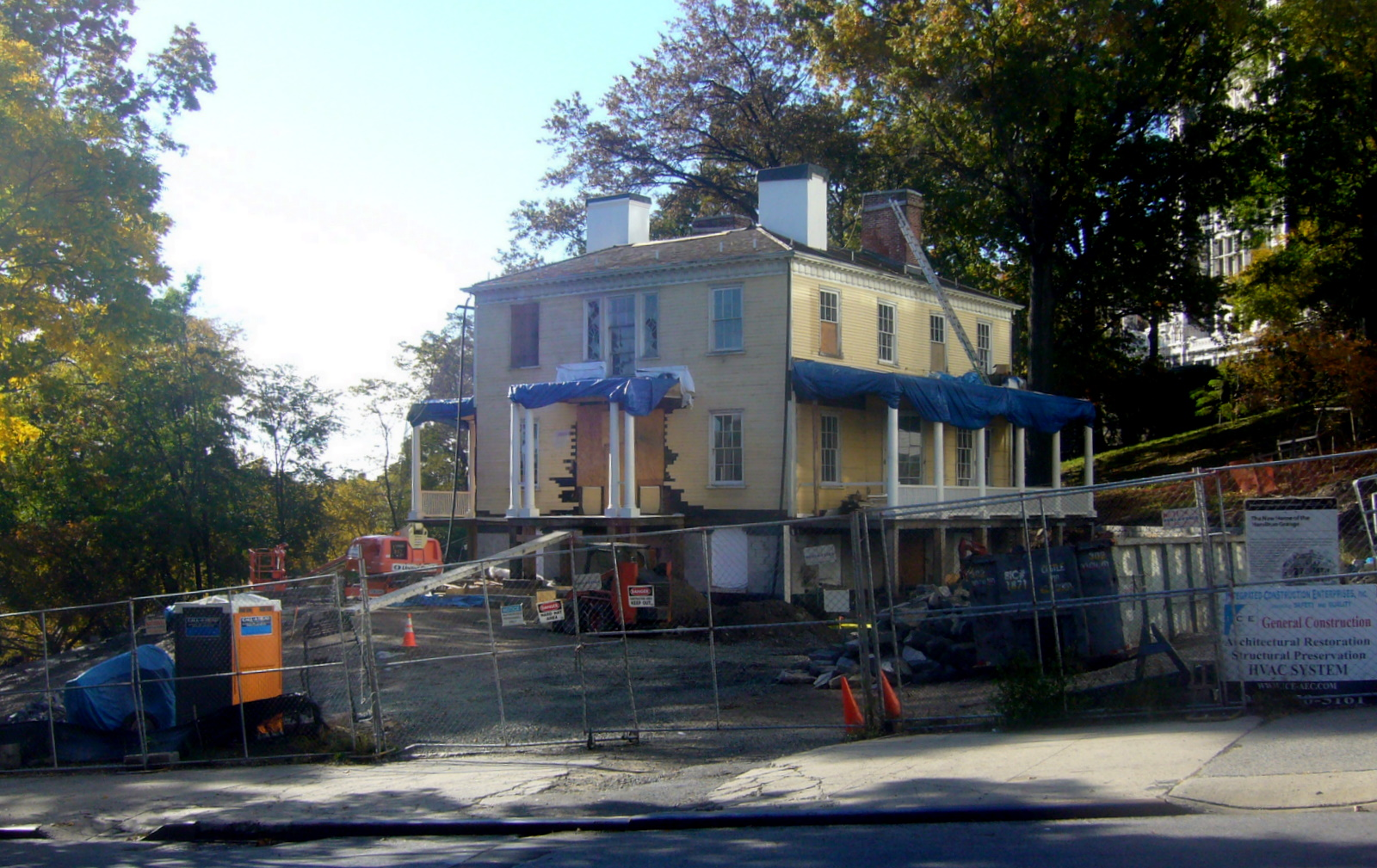
Hamilton Grange v parku St. Nicholas Park v říjnu 2009 (třetí umístění).
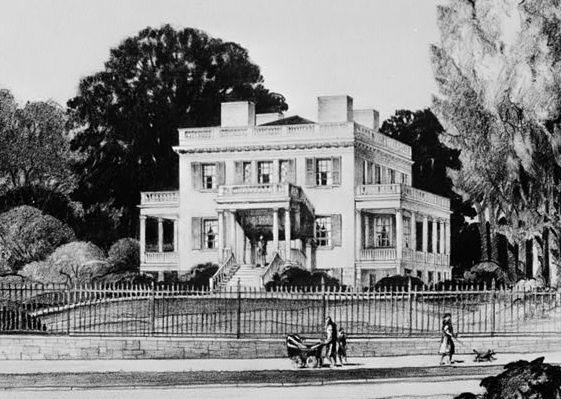
Rytina původního sídla Grange před rokem 1889.